# Anchorage (Alaska)
Anchorage (Engels voor 'ankerplaats') is een stad en borough in de Amerikaanse staat Alaska. De stad telt zo'n 290.000 inwoners. Qua oppervlakte en inwonertal is Anchorage veruit de grootste stad van Alaska. Het is echter niet de hoofdstad van Alaska, dat is Juneau.
Anchorage werd gesticht in 1915 als hoofdkwartier van de Alaska Railroad. In 1964 richtte een zware aardbeving grote verwoestingen aan in de stad. Anno 2015 is de stad deel van een groot industrieel gebied. De stad is tevens een belangrijk Amerikaans defensiecentrum.
In Anchorage vindt de start plaats van de jaarlijkse Iditarod.
Anchorage is bereikbaar via de Internationale luchthaven Ted Stevens Anchorage (ANC).
Ten noorden van de stad ligt de uitgestrekte legerbasis Joint Base Elmendorf-Richardson (JBER), die ontstaan is door de samenvoeging van de luchtmachtbasis Elmendorf Air Force Base en de legerbasis Fort Richardson.

## Klimaat
Door de ligging aan zee is het klimaat in Anchorage stukken milder dan de binnenlanden van Alaska. De gemiddelde jaartemperatuur komt overeen met de Zweedse hoofdstad Stockholm.
| Maand                                              | jan | feb | mrt | apr | mei | jun | jul | aug | sep | okt | nov | dec | Jaar |
| -------------------------------------------------- | --- | --- | --- | --- | --- | --- | --- | --- | --- | --- | --- | --- | ---- |
| Gemiddeld maximum (°C)                             | −6  | −3  | 0   | 6   | 13  | 16  | 19  | 17  | 13  | 5   | −3  | −6  | 6    |
| Gemiddeld minimum (°C)                             | −14 | −12 | −8  | −2  | 4   | 8   | 11  | 10  | 5   | −2  | −10 | −13 | −1,9 |
| Bron: Klimaatinfo, geraadpleegd op 4 december 2016 |     |     |     |     |     |     |     |     |     |     |     |     |      |

## Industrie
In de jaren vijftig van de twintigste eeuw werd er olie gevonden in de streek rond Cook Inlet. De olie-industrie kwam op, en sinds de aardgasvondsten van 1968 is de bevolking van de stad verviervoudigd.

## Plaatsen in de nabije omgeving
De onderstaande figuur toont nabijgelegen plaatsen in een straal van 40 km rond Anchorage.

## Stedenband
- Incheon (Zuid-Korea)

## Geboren
- Kristen Thorsness (1960), roeister
- Mark Begich (1962), politicus; senator voor Alaska van 2009 tot 2015
- Linda Larkin (1970), actrice
- Rosey Fletcher (1975), snowboardster
- Annie Parisse (1975), actrice
- Jessica Jaymes (1979–2019), pornoactrice
- Ryan Stassel (1992), snowboarder
- Lydia Jacoby (2004), zwemster

## Galerij

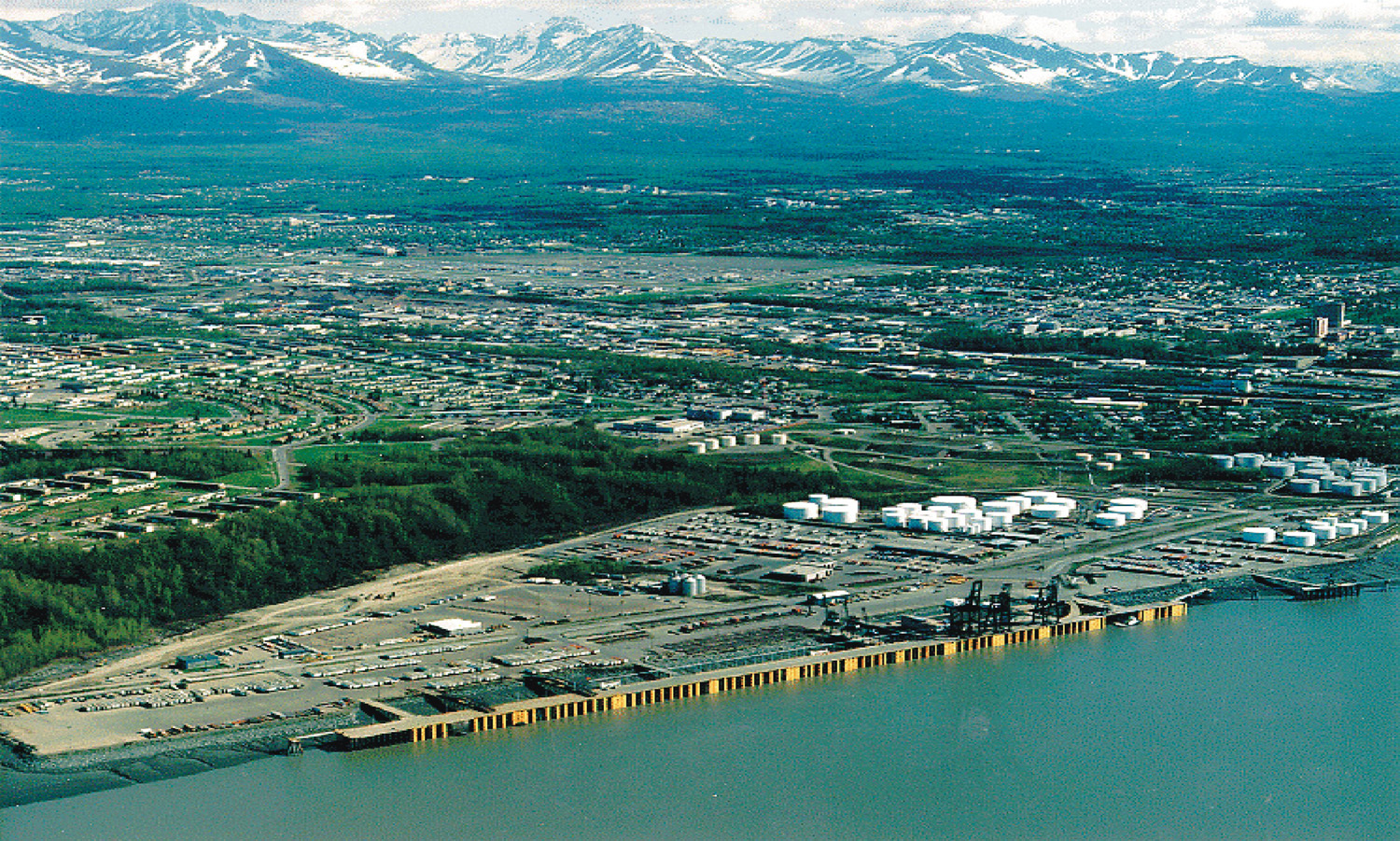
De haven van Anchorage
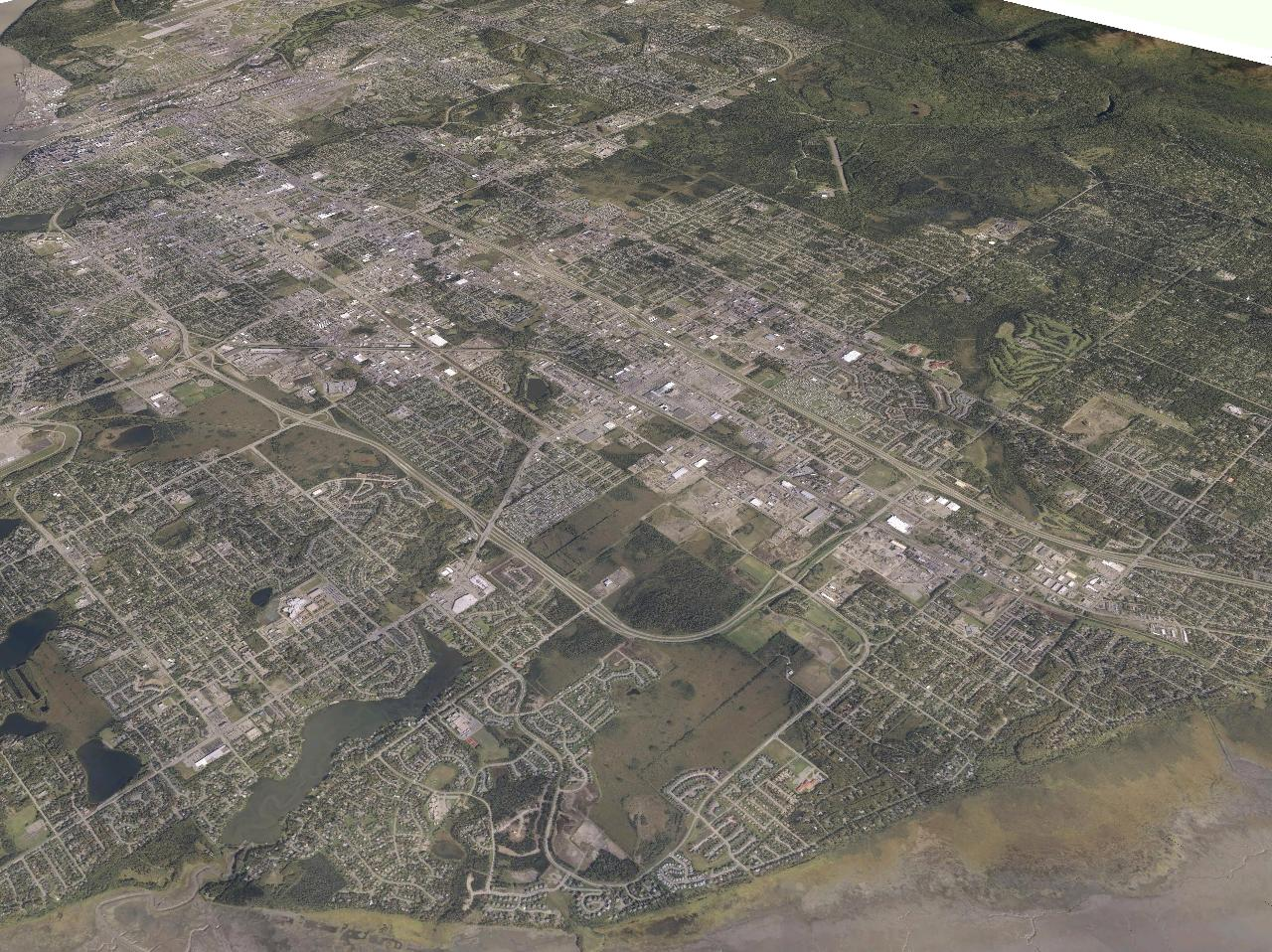
Satellietfoto
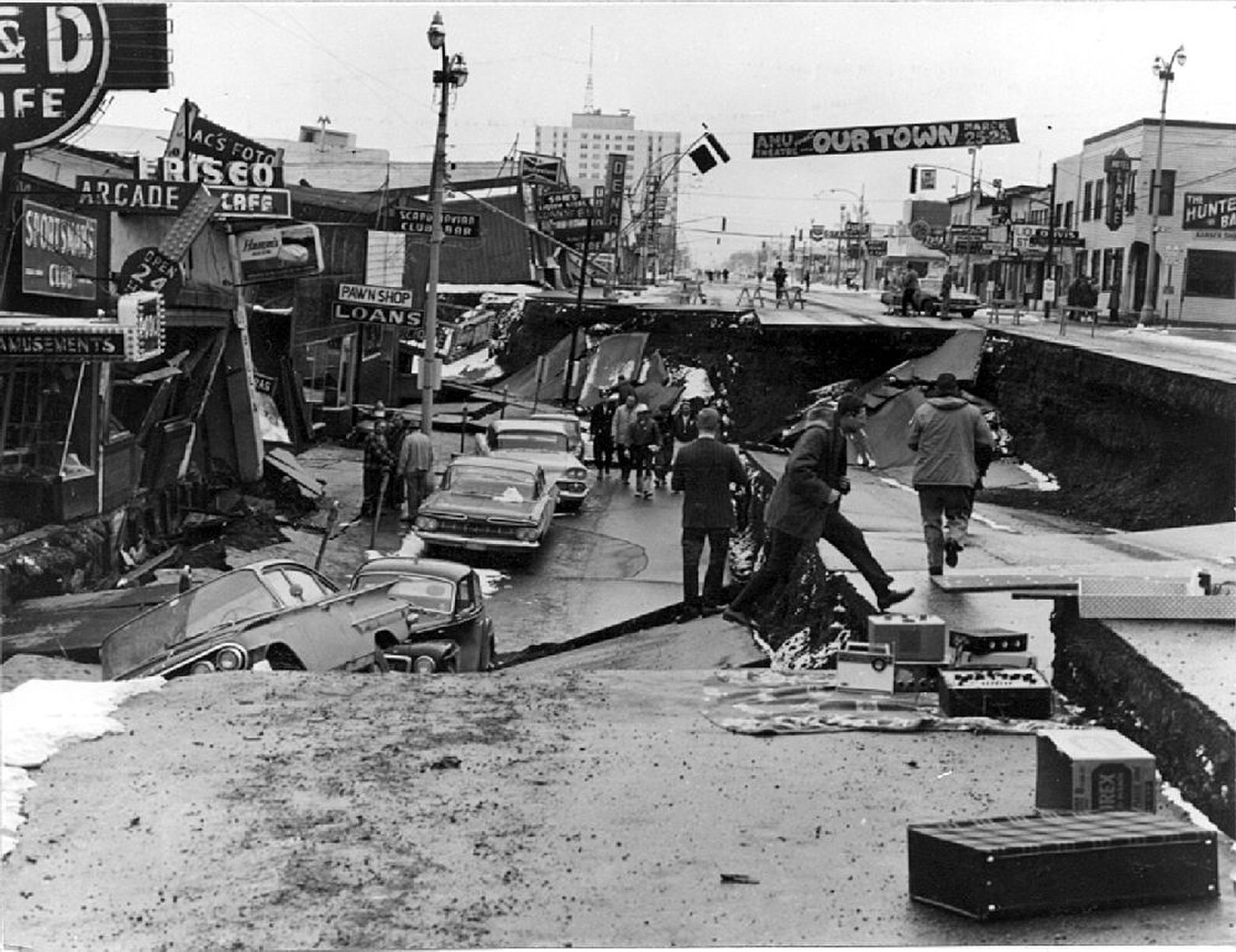
De aardbeving van 1964 verwoestte grote delen van Anchorage